# Kanton Falaise-Nord
Falaise-Nord is een voormalig kanton van het Franse departement Calvados. Het kanton maakte deel uit van het arrondissement Caen tot het op 22 maart 2015 werd opgeheven en in zijn geheel opgenomen in het op die dag gevormde kanton Falaise.

## Gemeenten
Het kanton Falaise-Nord omvatte de volgende gemeenten:
- Aubigny
- Bonnœil
- Bons-Tassilly
- Cordey
- Le Détroit
- Falaise (deels, hoofdplaats)
- Fourneaux-le-Val
- Les Isles-Bardel
- Leffard
- Les Loges-Saulces
- Martigny-sur-l'Ante
- Le Mesnil-Villement
- Noron-l'Abbaye
- Pierrefitte-en-Cinglais
- Pierrepont
- Pont-d'Ouilly
- Potigny
- Rapilly
- Saint-Germain-Langot
- Saint-Martin-de-Mieux
- Saint-Pierre-Canivet
- Saint-Pierre-du-Bû
- Soulangy
- Soumont-Saint-Quentin
- Tréprel
- Ussy
- Villers-Canivet